# Almeidaia
Almeidaia este un gen de molii din familia Saturniidae. 

## Specii
- Almeidaia aidae O. Mielke & Casagrande, 1981
- Almeidaia romualdoi Travassos, 1937